# John Henry Cornell
John Henry Cornell   (Nova York, 8 de maig de 1828 - Nova York, 1 de març de 1894) fou un organista, compositor i escriptor de llibres de text. S'educà a cavall d'Alemanya i Anglaterra, i desenvolupà places importants en la seva ciutat natal, especialment les d'organista en la capella de Saint Paul, de 1868 a 1877, i en l'església Brick de 1877 a 1882. Les seves composicions sacres, algunes de les quals són d'un mèrit molt rellevant, i les seves obres teòriques, comprenent: The Introit Psalms (1861); Vesper Psalter (1871); Te Deum, Congregational Tune-Book (1872); Manual of Roman Chant, Theory and Practice of Musical Form, Primer of Modern Tonality (1876), etc.